# Paolo Hurtado
Cristopher Paolo César Hurtado Huertas (ur. 27 lipca 1990 w Callao) – peruwiański piłkarz występujący na pozycji napastnika w portugalskim klubie Vitória SC oraz w reprezentacji Peru. Wychowanek Alianzy Lima, w swojej karierze grał także w takich zespołach jak Juan Aurich, FC Paços de Ferreira, Peñarol oraz Reading.